# Rifle Mountain Park
Le Rifle Mountain Park, situé 26 km au nord de Rifle dans le Colorado est un parc géré par la ville de Rifle. Il est populaire pur ses voies d'escalade.